# Кладофоральні
Кладофоральні (Cladophorales) — порядок водоростей класу ульвофіцієві. За інформацією бази даних AlgaeBase порядок містить 3 родини і 317 описаних видів Представники мають сифонокладальну морфологічну структуру. У більшості представників таломи у вигляді ниток або розгалужених кущиків. У деяких морських видів як таломи виступає система розгалужених міхурів, або ці таломи складаються з центральної осі та з'єднаних бічних елементів. Також, іноді таломи морських видів набувають псевдопаренхіматозного вигляду. У кладофоральних виявлено специфічний ксантофіл - сифоноксантин.
Мають гаплодиплофазний життєвий цикл, з ізоморфною зміною поколінь. Клітинні оболонки без пектинових речовин, целюлозні. Вегетативні клітини багатоядерні. Хлоропласт пристінний, сітчастий, або ж у вигляді численних дрібних дископодібних хлоропластів, з'єднаних тонкими тяжами. У хлоропластах наявні дрібні піреноїди, які поділені на пару півсфер, навколо яких відкладається суцільна напівсферична платівка крохмалю.
Мітози у різних ядрах однієї клітини синхронні, але цитокінез та каріокінез між собою не скоординовані. Монадні клітини голі. Зооспори переважно чотириджгутикові, гамети - дводжгутикові.